# Село имени Жданова (Дагестан)
Имени Жданова (Жданово) — село в Кизлярском районе Дагестана. Административный центр Красноармейского сельсовета.

## Географическое положение
Село граничит на севере с селом Красный Восход, на юге и востоке с городом Кизляром, на западе с селом Краснооктябрьским.

## История
По данным на 1929 году хутор Ходжаевский состоял из 30 хозяйств, в административном отношении входил в состав Бондаренковского сельсовета Кизлярского района. В годы коллективизации на хуторе организован колхоз имени Красной Армии. По названию колхоза и за хутором закрепилось название Красная Армия. В 1950 году село Красная Армия становиться центром вновь созданного Красноармейского сельсовета.

## Население
| 1970 | 1989  | 2002  | 2010  | 2021  |
| ---- | ----- | ----- | ----- | ----- |
| 733  | ↗1155 | ↗1573 | ↗1987 | ↗2625 |

Национальный состав
По данным Всероссийской переписи населения 2010 года:
| № | Национальность | Численность, чел. | Доля   |
| - | -------------- | ----------------- | ------ |
| 1 | аварцы         | 761               | 38,3 % |
| 2 | русские        | 409               | 20,6 % |
| 3 | рутульцы       | 295               | 14,8 % |
| 4 | лакцы          | 167               | 8,4 %  |
| 5 | даргинцы       | 149               | 7,5 %  |
| 6 | лезгины        | 90                | 4,5 %  |
| 7 | кумыки         | 27                | 1,4 %  |
| 8 | армяне         | 19                | 1,0 %  |
| 9 | другие         | 70                | 3,5 %  |

По данным Всероссийской переписи населения 2010 года, в селе проживало 1987 человек (946 мужчин и 1041 женщина).